# Атланта (ТВ серија)
Атланта (енгл. Atlanta) америчка је телевизијска серија коју је створио Доналд Главер за FX. Премијера је приказана 6. септембра 2016. године, а финале 10. новембра 2022. Једна је од ретких америчких серија у којој се искључиво Афроамериканци налазе испред и иза камере, а истражује теме везане за расу, друштене класе, идентитет, амерички сан и егзистенцијализам.
Често се сматра једном од најбољих телевизијских серија деценије. Добила је бројне награда и номинације, укључујући награду Златни глобус и две награде Еми за програм у ударном термину.

## Радња
Серија прати Ерна (Доналд Главер) и његов свакодневни живот у Атланти, док покушава да се искупи у очима своје бивше девојке Ван (Зази Бец) с којом има ћерку Лоти, као и родитеља и рођака Алфред (Брајан Тајри Хенри), који репује под уметничким именом „Paper Boi”. Пошто је напустио Универзитет Принстон, Еарн нема новца и дом, те због тога наизменично остаје са родитељима и бившом девојком. Када схвати да је његов рођак на ивици славе, покушава да се поново повеже са њим како би побољшао свој живот и осигурао будућност своје ћерке.

## Улоге
| Глумац             | Улога        |
| ------------------ | ------------ |
| Доналд Главер      | Ерн Маркс    |
| Брајан Тајри Хенри | Алфред Мајлс |
| Лакит Стенфилд     | Даријус      |
| Зази Бец           | Ван Кифер    |

## Епизоде
| Сезона | Сезона | Епизоде | Епизоде | Оригинално емитовање | Оригинално емитовање |
| Сезона | Сезона | Епизоде | Епизоде | Премијера            | Финале               |
| ------ | ------ | ------- | ------- | -------------------- | -------------------- |
|        | 1.     | 10      | 10      | 6. септембар 2016.   | 1. новембар 2016.    |
|        | 2.     | 11      | 11      | 1. март 2018.        | 10. мај 2018.        |
|        | 3.     | 10      | 10      | 24. март 2022.       | 19. мај 2022.        |
|        | 4.     | 10      | 10      | 15. септембар 2022.  | 10. новембар 2022.   |